# Mauricio Valdivia
Mauricio Valdivia Verdugo (* 11. Oktober 1989) ist ein chilenischer Leichtathlet, der im Mittelstrecken- und Hindernislauf an den Start geht.

## Sportliche Laufbahn
Erste Erfahrungen bei internationalen Meisterschaften sammelte Mauricio Valdivia im Jahr 2006, als er bei den Jugendsüdamerikameisterschaften in Caracas in 5:53,51 min die Bronzemedaille über 2000 m Hindernis gewann und in 4:00,81 min gewann er auch Bronze im 1500-Meter-Lauf. Im Jahr darauf belegte er bei den Juniorensüdamerikameisterschaften in São Paulo in 1:54,32 min den siebten Platz über 800 m und erreichte nach 3:59,82 min Rang fünf über 1500 m. 2008 gewann er bei den U23-Südamerikameisterschaften in Lima in 3:52,11 min die Bronzemedaille über 1500 m hinter dem Peruaner Mario Bazán und Freddy Espinoza aus Kolumbien. Zudem belegte er in 1:51,91 min den fünften Platz im 800-Meter-Lauf. 2009 belegte er bei den Südamerikameisterschaften in Lima in 1:53,07 min den neunten Platz über 800 m und erreichte nach 3:51,35 min auch Rang neun im 1500-Meter-Lauf. Im Jahr darauf gewann er dann bei den U23-Südamerikameisterschaften, die im Zuge der Südamerikaspiele in Medellín stattfanden, in 9:20,58 min die Bronzemedaille über 3000 m Hindernis hinter den Venezolanern Marvin Blanco und Luis Orta und anschließend wurde er bei den Ibero-Amerikanischen Meisterschaften in San Fernando in 9:05,34 min Neunter.
2011 belegte er bei den Südamerikameisterschaften in Buenos Aires in 3:49,08 min den siebten Platz über 1500 m und erreichte nach 1:54,25 min Rang acht über 800 m. 2013 gewann er dann bei den Südamerikameisterschaften in Cartagena in 8:44,36 min die Silbermedaille im Hindernislauf hinter dem Venezolaner José Peña und über 1500 m klassierte er sich mit 3:46,49 min auf dem fünften Platz. Anschließend erreichte er auch bei den Juegos Bolivarianos in Trujillo nach 3:52,40 min Rang fünf über 1500 m und musste im Hindernislauf vorzeitig aufgeben. Im Jahr darauf nahm er erneut an den Südamerikaspielen in Santiago de Chile teil und belegte dort in 8:50,49 min den vierten Platz. Anschließend gelangte er bei den Ibero-Amerikanischen Meisterschaften in São Paulo nach 8:58,51 min den siebten Platz und wurde beim Panamerikanischen Sportfestival in Mexiko-Stadt in 9:42,21 min Neunter. 2015 gewann er bei den Südamerikameisterschaften in Lima in 8:40,28 min erneut die Silbermedaille, diesmal hinter dem Kolumbianer Gerald Giraldo und anschließend wurde er bei den Panamerikanischen Spielen in Toronto in 8:52,72 min Fünfter. 2016 wurde er wegen eines Dopingvergehens für vier Jahre bis 2020 gesperrt.
Nach Ablauf seiner Sperre belegte er bei den Leichtathletik-Südamerikameisterschaften 2021 in Guayaquil in 9:01,34 min den sechsten Platz über 3000 m Hindernis. 2023 gelangte er bei den Südamerikameisterschaften in São Paulo in 8:56,77 min auf den vierten Platz und im November wurde er bei den Panamerikanischen Spielen in Santiago de Chile in 9:11,27 min Elfter.
2012 wurde Valdivia chilenischer Meister im 1500-Meter-Lauf und 2021 und 2023 siegte er über 3000 m Hindernis.

## Persönliche Bestzeiten
- 800 Meter: 1:49,85 min, 22. April 2013 in Mar del Plata
- 1500 Meter: 3:42,55 min, 15. Juni 2013 in Santiago de Chile
- 3000 m Hindernis: 8:37,76 min, 12. Juli 2023 in Bilbao